# Wujia, Chongqing
Wujia (kinesiska: 吴家) är en köping i sydvästra Kina. Den ligger i stadsdistriktet Rongchang i storstadsområdet Chongqing, omkring 110 kilometer väster om det centrala stadsdistriktet Yuzhong. Antalet invånare är 34 549. Befolkningen består av 17 220 kvinnor och 17 329 män. Barn under 15 år utgör 18,0 %, vuxna 15-64 år 69 %, och äldre över 65 år 12,0 %.